# La Esperanza, Galeana
La Esperanza är en ort i Mexiko.   Den ligger i kommunen Galeana och delstaten Nuevo León, i den centrala delen av landet, 600 km norr om huvudstaden Mexico City. La Esperanza ligger 1 898 meter över havet och antalet invånare är 123.
Terrängen runt La Esperanza är kuperad åt sydost, men åt nordväst är den platt. Runt La Esperanza är det mycket glesbefolkat, med 5 invånare per kvadratkilometer. La Esperanza är det största samhället i trakten. Omgivningarna runt La Esperanza är i huvudsak ett öppet busklandskap.